# Чигирі
Чигирі́ — пасажирський залізничний зупинний пункт Коростенської дирекції Південно-Західної залізниці на лінії Коростень — Олевськ між станціями Коростень (4 км) та Лугини (16 км). Розташований на північно-західній околиці міста Коростень Коростенського району Житомирської області.

## Історія
Зупинний пункт Чигирі відкритий у 1954 році. Назва зупинного пункту походить від розташованого поруч мікрорайону Чигирі (в колишнє село, яке увійшло до складу міста Коростень).

## Пасажирське сполучення
На платформі Чигирі зупиняються приміські поїзди:
- Коростень — Олевськ;
- Коростень — Шепетівка.